# Арьируполис (Ретимни)
Арьиру́полис (греч. Αργυρούπολις ή Αργυρούπολη) — деревня в Греции на Крите. Расположена в 16 километрах к юго-западу от Ретимнона на высоте 260 метров над уровнем моря. Входит в общину (дим) Ретимни в периферийной единице Ретимни в периферии Крит. Население 403 жителя по переписи 2011 года.

## История
На месте деревни, на высоком холме между реками Муселас (греч. Μουσέλας) и Петрес (греч. Πετρές) находился древний город Лапа (Λάππα) или Ламба (Λάμπη), по преданию основанный Агамемноном и в средние века известный как Стимболис (Στίμπολις) от греч. στην πόλη «в городе». Позже назывался Полис (Πόλις). Современное название получил в 1822 году.
В войне против Ликта (220 до н. э.) Лапа выступил сначала на стороне Кносса, а затем перешел на сторону Ликта (ныне Литос). В 193 году до н. э. заключил союз с Теосом в Ионии, в 183 году до н. э. Лапа и другие критские города вступили в союз с Эвменом II, царем Пергамского царства. Был захвачен и разрушен римлянами под командованием Квинта Цецилия Метелла в 68 году до н. э. Против Метелла в 67 году до н. э. выступил Луций Октавий, легат Гнея Помпея Великого. Восстановлен Октавианом Августом за помощь местных жителей в Последней войне Римской республики против Марка Антония. Лапа получил свободу и право чеканить монету.
Портом Лапы был Финик (Φοῖνιξ, ныне Плакьяс).
В византийский период была феодальным владением семьи Хортацис, в 1271 году поднявшей восстание против Венецианской республики.
Достопримечательностью деревни является богатая растительность, источники и водопады, ранее приводившие в движение водяные мельницы.
Ламба — ликвидированная викарная епархия Католической церкви, основанная апостолом Титом и подчинённая Гортинской епархии. С конца XIX века в деревне существует приход святых архангелов Михаила и Гавриила Ретимнийской и Авлопотамской митрополии Критской православной церкви.

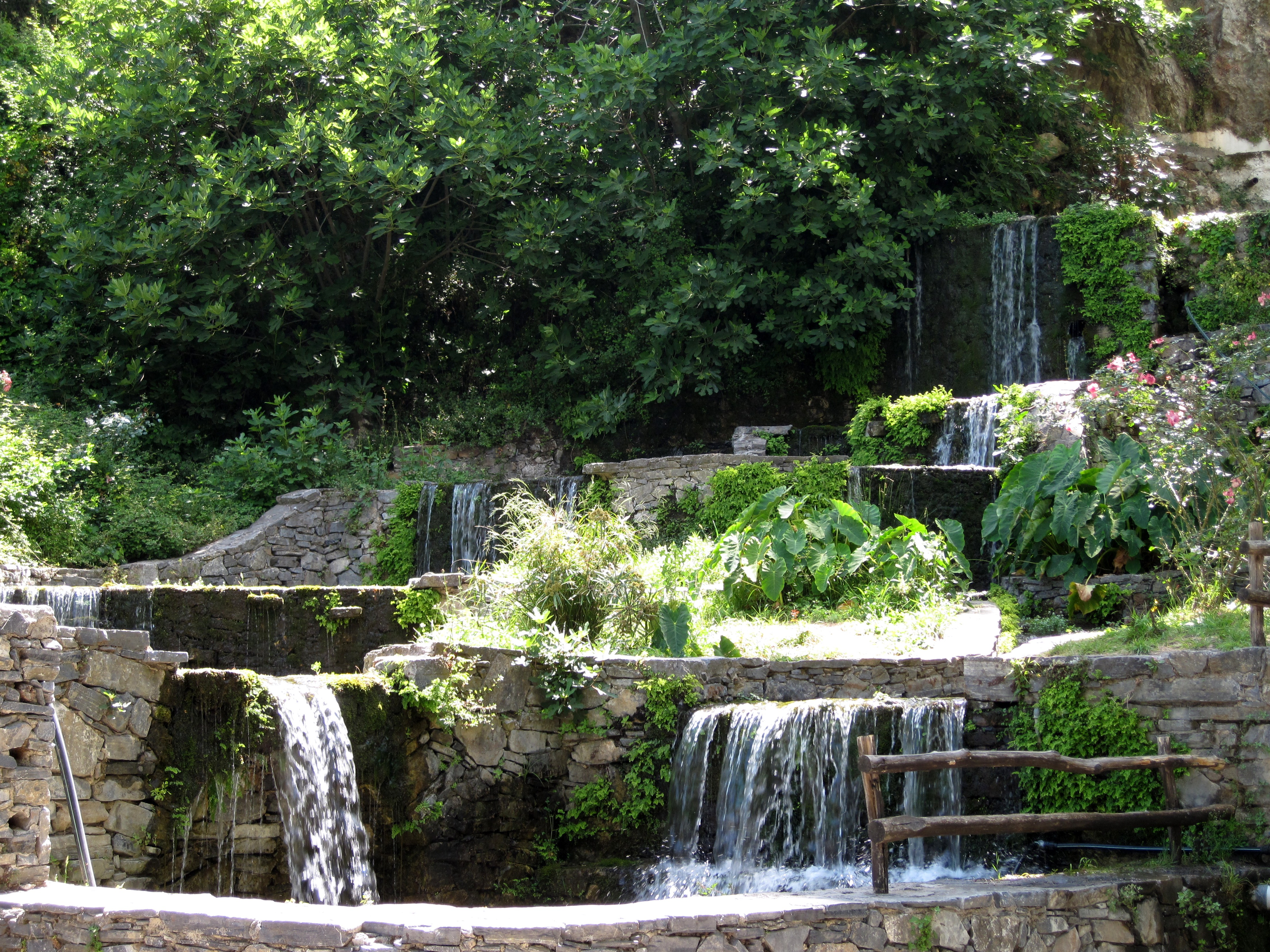
Источники в Арьируполисе

## Население
| Год  | Население, человек |
| ---- | ------------------ |
| 1991 | 393                |
| 2001 | 398                |
| 2011 | ↗ 403              |